# Doppelzungenschleichen
Die Doppelzungenschleichen (Diploglossidae) sind eine in Mexiko, in Mittelamerika, in Westkolumbien, an der brasilianischen Atlantikküste und im Stromgebiet des Río de la Plata und seiner Zuflüsse lebende Familie der Schleichenartigen (Anguimorpha).

## Merkmale
Sie sind im Allgemeinen kleine Echsen, die über kleine, aber gut entwickelte Beine verfügen. Der Schwanz ist lang und autotom. Eine Seitenfalte fehlt für gewöhnlich. Das Stirnbein ist paarig. Im Unterkiefer zählt man stets mehr als 15 Zähne, die hinten liegenden sind zweispitzig. Gaumenzähne fehlen. Die Schuppen vor dem Scheitelbein sind klein. Die kleinste Doppelzungenschleichen-Art erreicht eine Länge von 6 cm (Celestus macrotus), die größte (Caribicus anelpistus) wird 28 cm lang.

## Lebensweise
Doppelzungenschleichen kommen vor allem in Wäldern vor, einige Arten auch in Buschland oder in trockenem Grasland. Sie leben terrestrisch (auf dem Erdboden) oder grabend und sind meist nachtaktiv oder dämmerungsaktiv. Ihre Nahrung besteht vor allem aus Gliederfüßern und anderen Wirbellosen.
Innerhalb der Doppelzungenschleichen gibt es sowohl ovipare (eierlegende) als auch vivipare (lebendgebärende) Arten. Die Gelegegröße bzw. die Anzahl der frischgeborenen Jungtiere hängt von der Größe der Art ab und liegt zwischen zwei und 27.

## Systematik

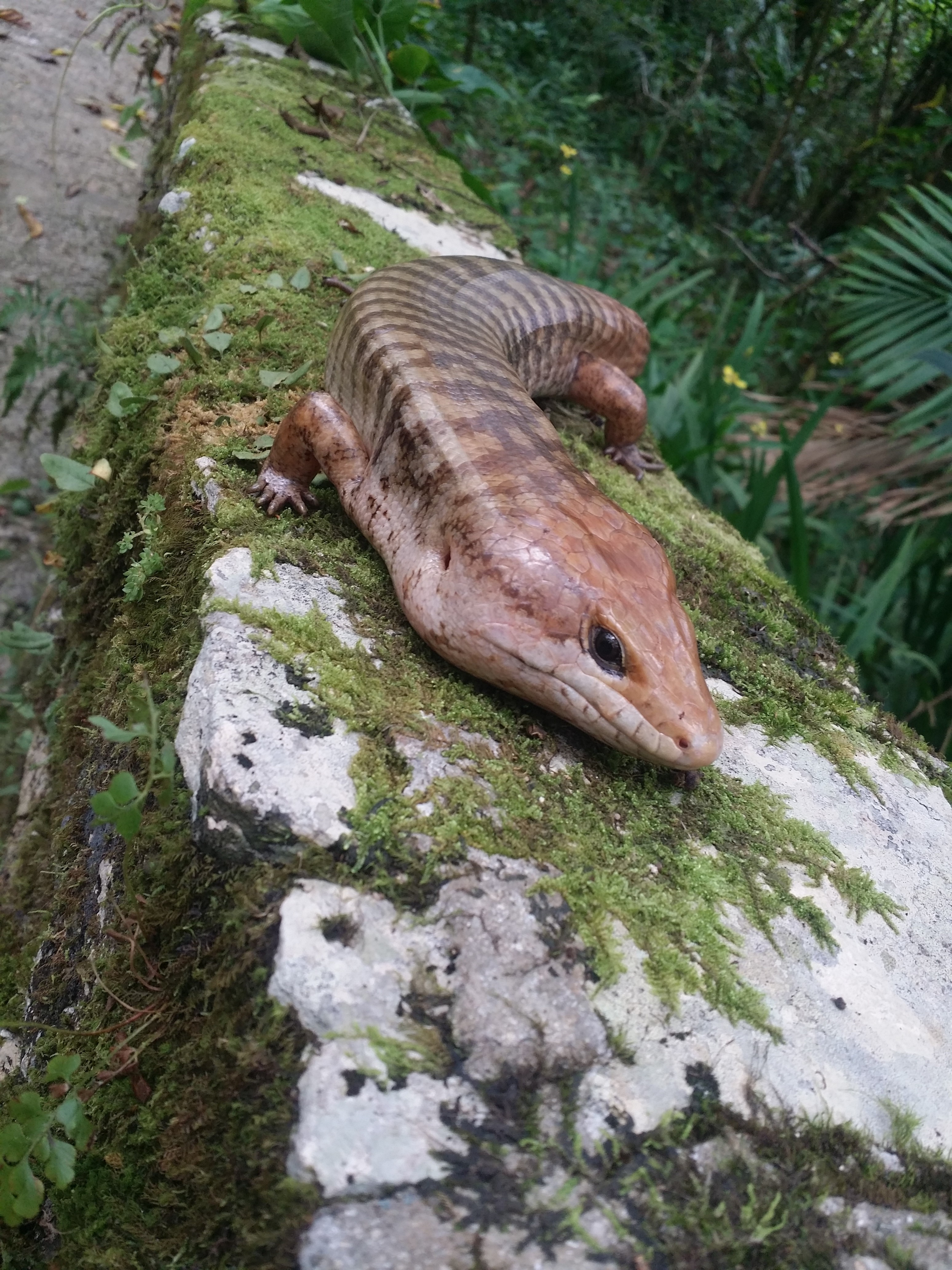
Caribicus warreni

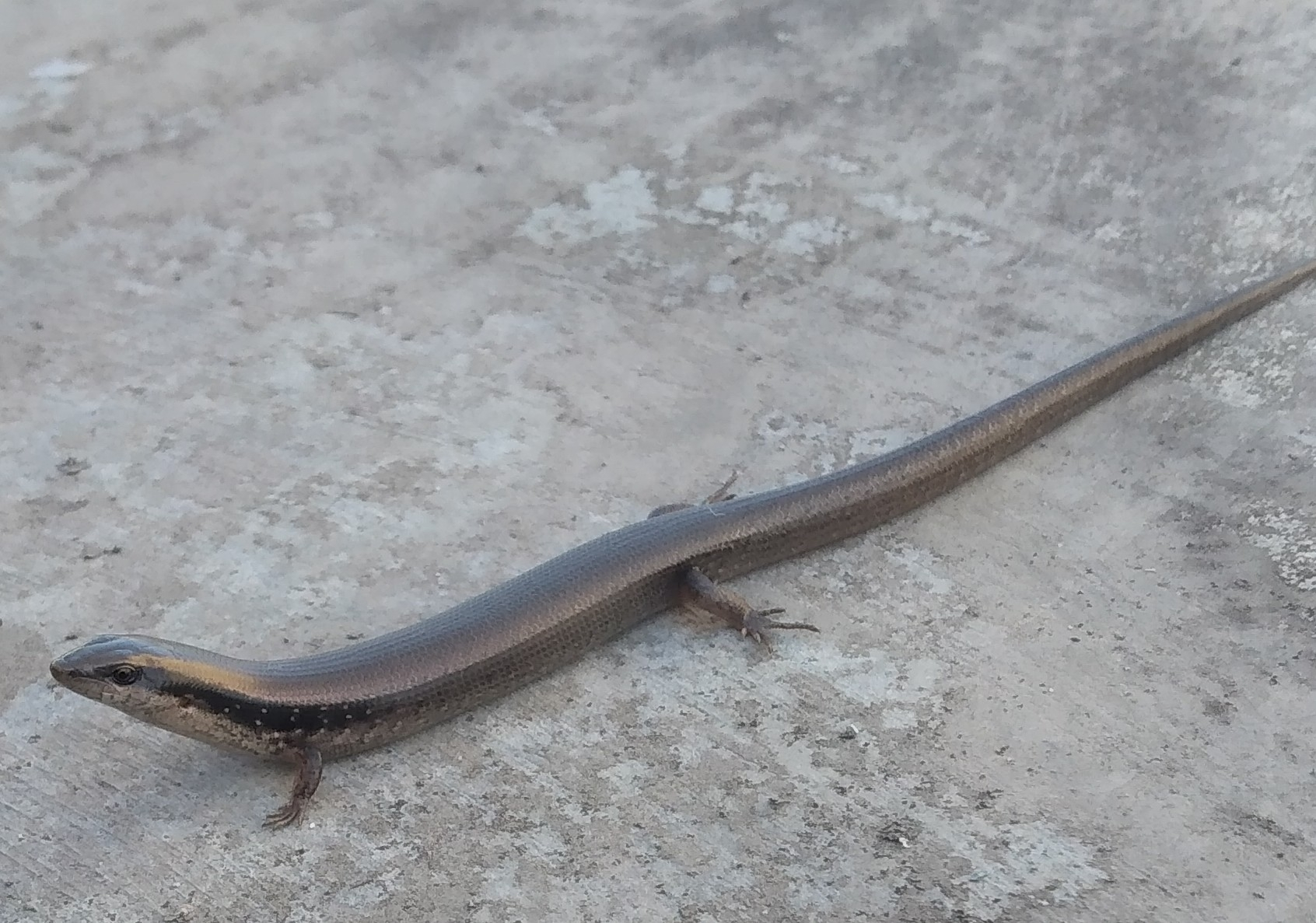
Panolopus costatus

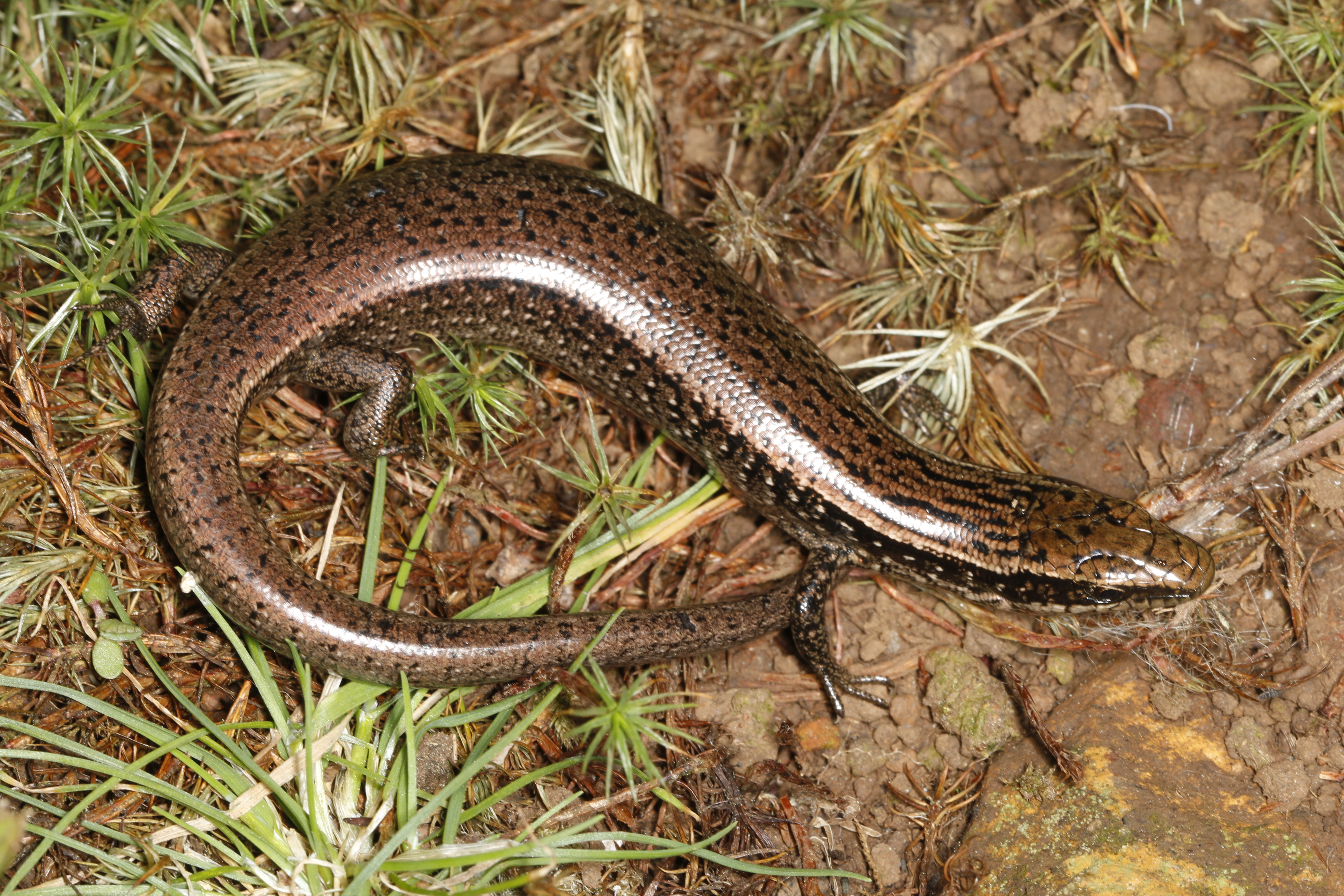
Panolopus marcanoi

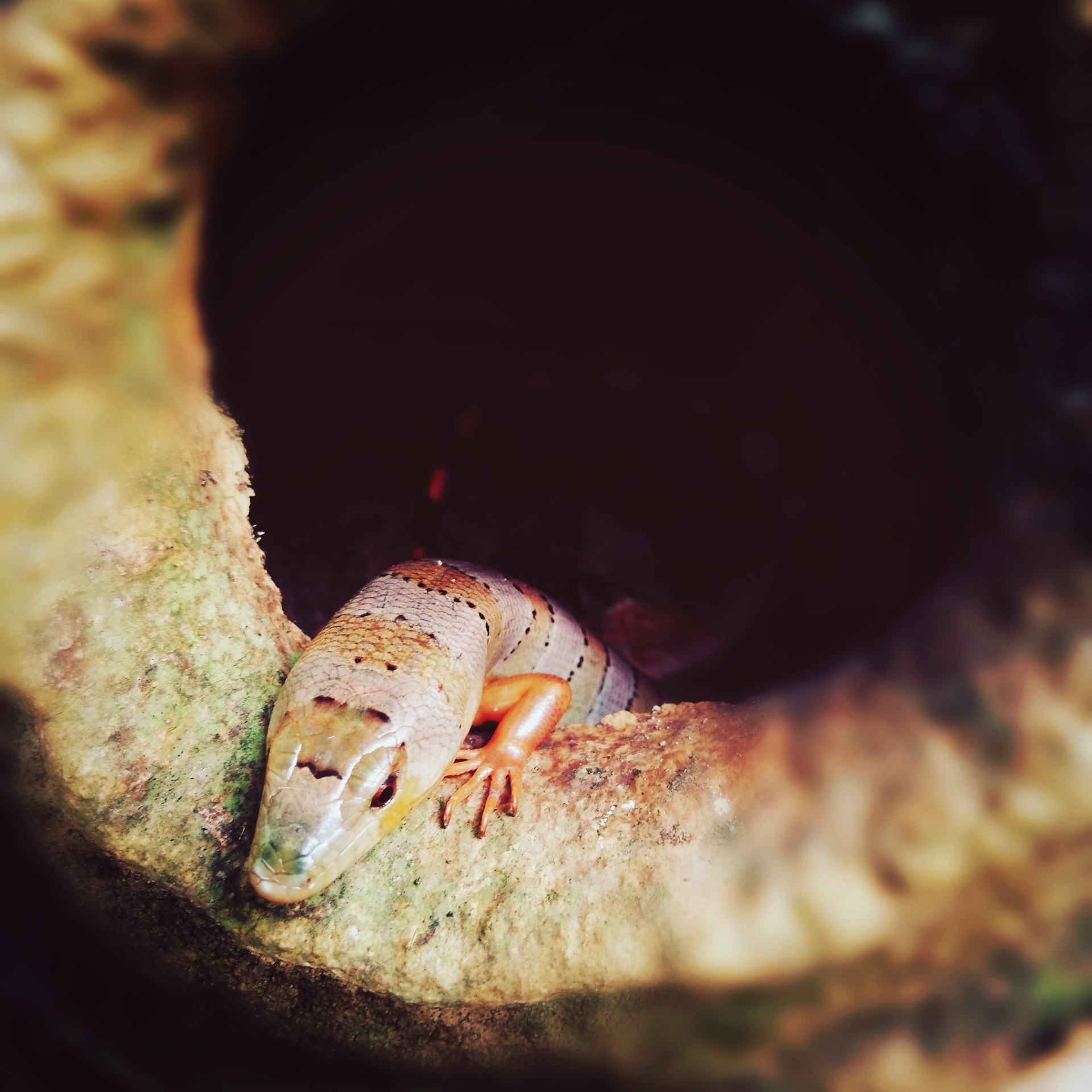
Diploglossus fasciatus

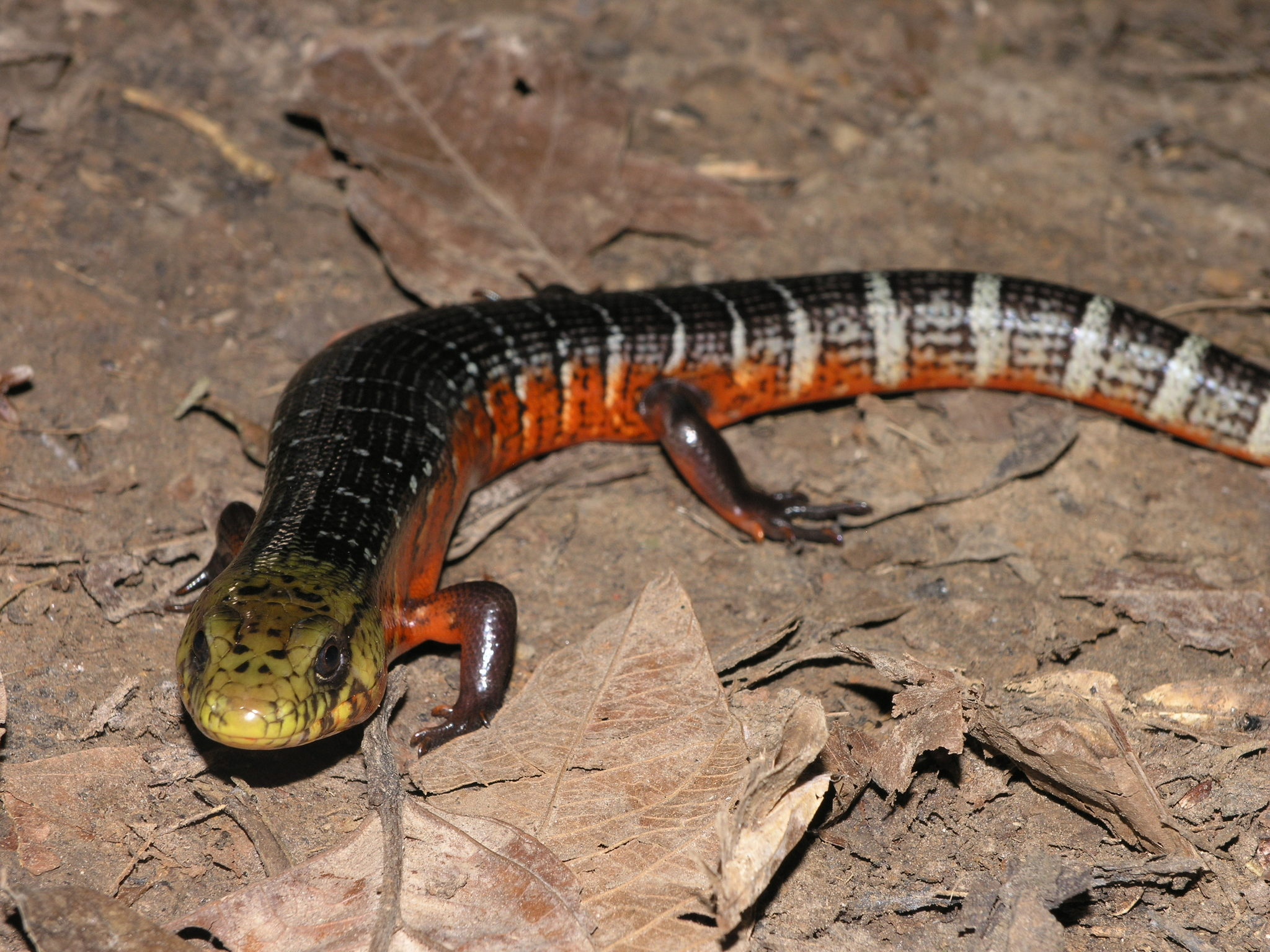
Diploglossus monotropis

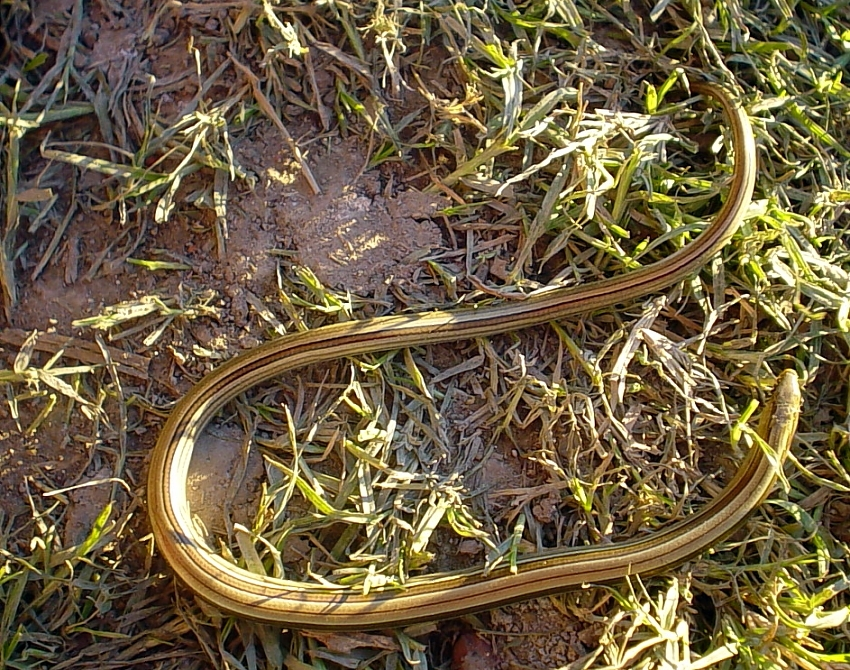
Ophiodes intermedius

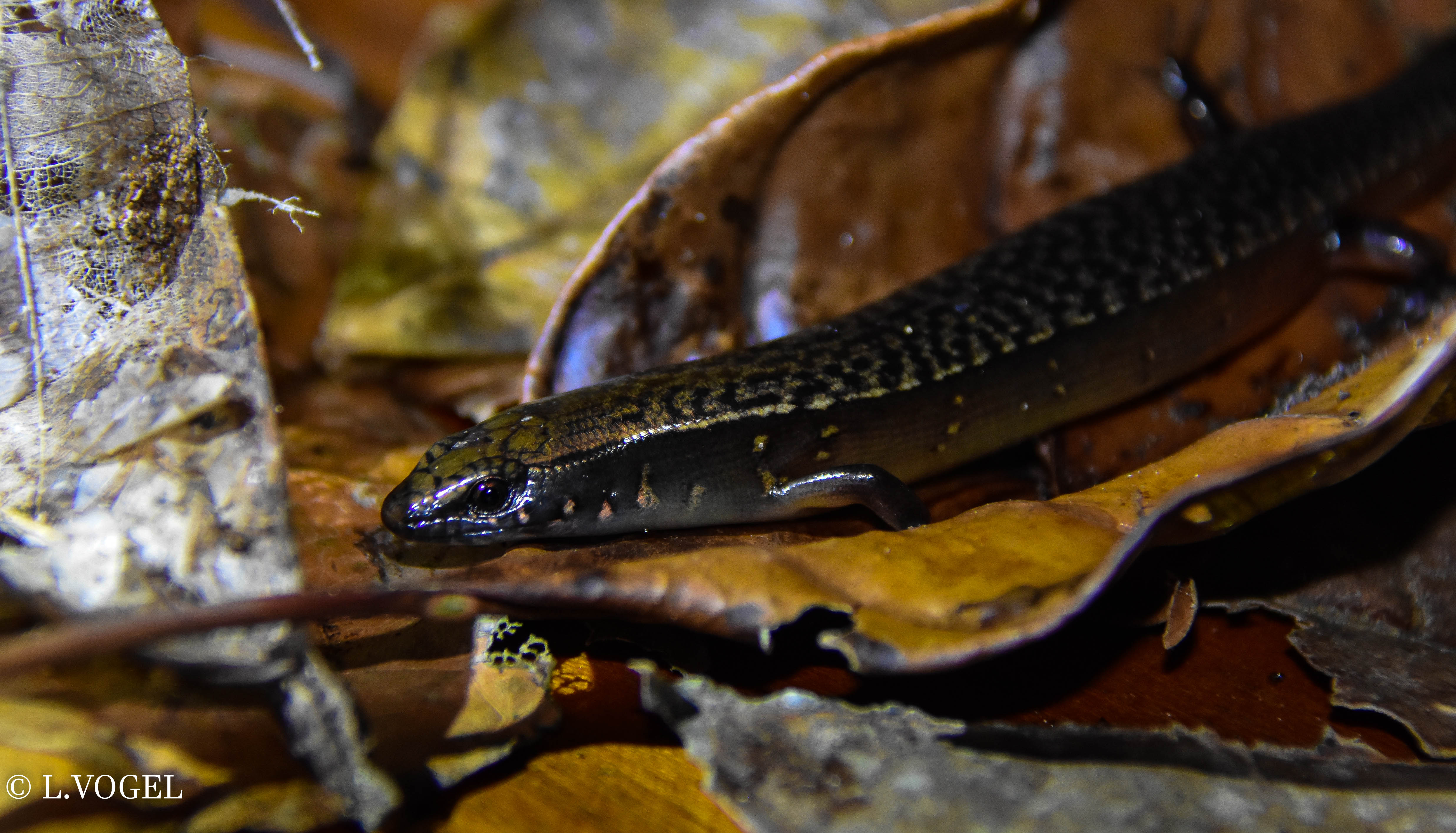
Mesoamericus bilobatus

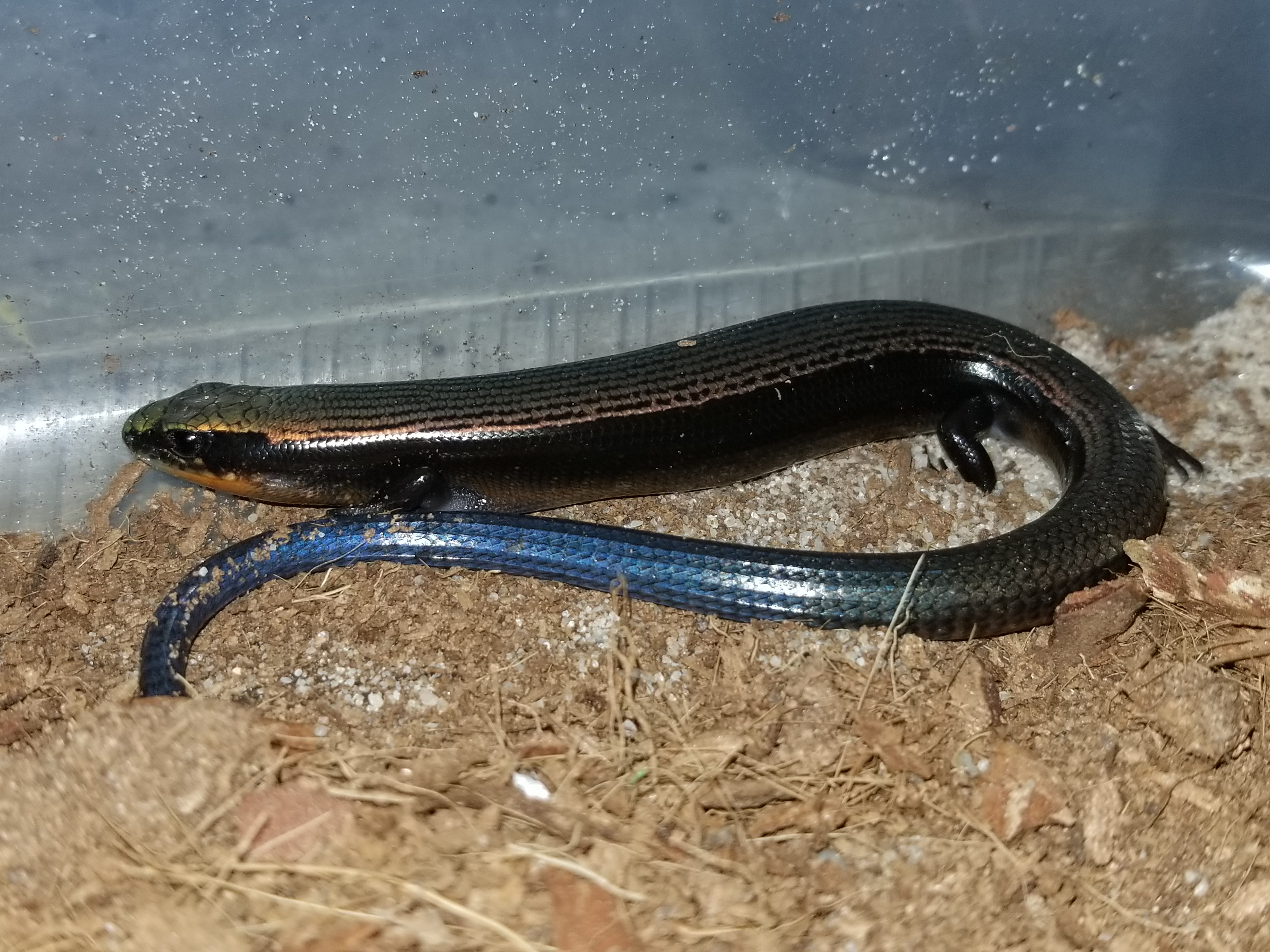
Siderolamprus ingridae

Zu den Doppelzungenschleichen gehören drei Unterfamilien, zwölf Gattungen und über 55 Arten:
- Unterfamilie Celestinae
  - Gattung Advenus
    - Advenus montisilvestris (Myers, 1973)

  - Gattung Caribicus
    - Caribicus anelpistus (Schwartz, Graham & Duval, 1979)
    - Caribicus darlingtoni (Cochran, 1939)
    - Caribicus warreni (Schwartz, 1970)

  - Gattung Celestus
    - Celestus barbouri Grant, 1940
    - Celestus crusculus (Garman, 1887)
    - Celestus duquesneyi Grant, 1940
    - Celestus fowleri (Schwartz, 1971)
    - Celestus hewardi Gray, 1845
    - Celestus macrolepis Gray, 1845
    - Celestus macrotus Thomas & Hedges, 1989
    - Celestus microblepharis (Underwood, 1959)
    - Celestus molesworthi Grant, 1940
    - Celestus occiduus (Shaw, 1802)
    - Celestus striatus Gray, 1839

  - Gattung Comptus
    - Comptus badius (Cope, 1868)
    - Comptus maculatus (Garman, 1888)
    - Comptus stenurus (Cope, 1862)

  - Gattung Guarocuyus
    - Guarocuyus jaraguanus Landestov, Schools, & Hedges, 2022

  - Gattung Panolopus
    - Panolopus costatus Cope, 1862
    - Panolopus curtissi (Grant, 1951)
    - Panolopus marcanoi (Schwartz & Incháustegui, 1976)

  - Gattung Sauresia
    - Sauresia sepsoides Gray, 1852

  - Gattung Wetmorena
    - Wetmorena agasepsoides (Thomas, 1971)
    - Wetmorena haetiana Cochran, 1927
- Unterfamilie Diploglossinae
  - Gattung Diploglossus
    - Diploglossus delasagra (Cocteau, 1838)
    - Diploglossus fasciatus (Gray, 1831)
    - Diploglossus garridoi Thomas & Hedges, 1998
    - Diploglossus lessonae Peracca, 1890
    - Diploglossus microlepis (Gray, 1831)
    - Diploglossus millepunctatus O’Shaughnessy, 1874
    - Diploglossus monotropis (Kuhl, 1820)
    - Diploglossus montisserrati Underwood, 1964
    - Diploglossus nigropunctatus Barbour & Shreve, 1937
    - Diploglossus pleii A.M.C. Duméril & Bibron, 1839

  - Gattung Ophiodes
    - Ophiodes enso Entiauspe-Neto, Marques Quintela, Regnet, Teixeira, Silveira, & Loebmann, 2017
    - Ophiodes fragilis (Raddi, 1820)
    - Ophiodes intermedius Boulenger, 1894
    - Ophiodes luciae Cacciali & Scott, 2015
    - Ophiodes striatus (Spix, 1824)
    - Ophiodes vertebralis Bocourt, 1881
- Unterfamilie Siderolamprinae
  - Gattung Mesoamericus
    - Mesoamericus bilobatus (O’Shaughnessy, 1874)

  - Gattung Siderolamprus
    - Siderolamprus adercus (Savage, Lips & Ibáñez, 2008)
    - Siderolamprus atitlanensis (H.M. Smith, 1950)
    - Siderolamprus bivittatus (Boulenger, 1895)
    - Siderolamprus cyanochloris (Cope, 1894)
    - Siderolamprus enneagrammus Cope, 1861
    - Siderolamprus hylaius (Savage & Lips, 1993)
    - Siderolamprus ingridae (Werler & Campbell, 2004)
    - Siderolamprus laf (Lotzkat, Hertz, & Köhler, 2016)
    - Siderolamprus legnotus (Campbell & Camarillo, 1994)
    - Siderolamprus montanus (Schmidt, 1933)
    - Siderolamprus orobius (Savage & Lips, 1993)
    - Siderolamprus owenii (Duméril & Bibron, 1839)
    - Siderolamprus rozellae (H.M. Smith, 1942)
    - Siderolamprus scansorius (McCranie & Wilson, 1996)

Die Doppelzungenschleichen waren bis vor kurzem eine Unterfamilie der Schleichen (Anguidae). Da sie nach verschiedenen phylogenetischen Studien aber die Schwestergruppe einer Klade von Schleichen und Ringelschleichen (Anniellidae) sind, beides Taxa im Familienrang, werden sie neuerdings ebenfalls als eigenständige Familie angesehen.